# Fjelsted Sogn
Fjelsted Sogn er et sogn i Middelfart Provsti (Fyens Stift).
I 1800-tallet var Harndrup Sogn anneks til Fjelsted Sogn. Begge sogne hørte til Vends Herred i Odense Amt. Fjelsted-Harndrup sognekommune blev ved kommunalreformen i 1970 indlemmet i Ejby Kommune, som ved strukturreformen i 2007 indgik i Middelfart Kommune.
I Fjelsted Sogn ligger Fjelsted Kirke.
I sognet findes følgende autoriserede stednavne:
- Billesbølle (bebyggelse, ejerlav)
- Fjellerup (bebyggelse, ejerlav)
- Fjelsted (bebyggelse, ejerlav)
- Fjelstedskov (bebyggelse)
- Kryb-i-Ly (bebyggelse)
- Paddesøbjerg (bebyggelse)
- Ridderstien (bebyggelse)
- Rydskov (bebyggelse)
- Sletterød (bebyggelse, ejerlav)